# Paul Koschaker
Paul Koschaker (* 19. April 1879 in Klagenfurt; † 1. Juni 1951 in Basel) war ein österreichischer Rechtshistoriker.

## Leben
Koschaker studierte zuerst Mathematik an der Universität Graz, bevor er sich für die Rechtswissenschaften entschied. 1903 erfolgte an der Universität Graz seine Promotion zum Dr. juris sub auspiciis Imperatoris. Sein Interesse für römisches Recht führte Koschaker an die Universität Leipzig zu Ludwig Mitteis und Emil Strohal. Er habilitierte sich 1905 an der Universität Graz mit der Abhandlung Translatio iudicii. 1908 wurde er zum außerordentlichen Professor des römischen Rechts an der Universität Innsbruck ernannt, 1909 als Nachfolger Ivo Pfaffs zum ordentlichen Professor an der deutschen Karls-Universität in Prag. Nach einem Ruf an die Universität Frankfurt, an der er bis zum März 1915 unterrichtete, nahm er zum 1. April des Jahres den Ruf auf den Lehrstuhl für römisches und deutsches bürgerliches Recht der Universität Leipzig an. Dort blieb er bis zu seinem Ruf an die Universität Berlin im Jahr 1936 und trieb am neu eingerichteten Seminar für orientalische Rechtsgeschichte insbesondere die Erforschung der Keilschriftrechte voran. Die dabei gewonnenen Erkenntnisse dienten gleichermaßen der Zuführung von Materien zur historischen Rechtsvergleichung auf der einen Seite, wie dem Erkenntnisgewinn über die Einsickerung hellenistischer Rechtsideen in das römische Recht auf der anderen Seite. 1941 ging er nach Tübingen. Nach seiner Emeritierung im Jahr 1946 war er noch als Gastprofessor in München (1946/47), Halle (1948), Ankara (1949/50) und Bonn (1951) tätig.
1947 erschien die Erstauflage seines wohl bekanntesten Buches, Europa und das Römische Recht. Weitere Auflagen erschienen 1958 und 1966. Ein weiteres bedeutsames Werk aus seiner Feder ist die Monographie Babylonisch-assyrisches Bürgschaftsrecht.
Koschaker war Ehrendoktor der juristischen Fakultäten in Athen, Freiburg im Breisgau und Oxford sowie Ehrendoktor der philosophischen Fakultäten in Leipzig und Graz.
1954 wurde in Wien-Floridsdorf (21. Bezirk) die Koschakergasse nach ihm benannt.
Ein Schüler Koschakers ist Gerhard Wesenberg (1908–1957), habilitiert 1943 in Tübingen.

## Schriften (Auswahl)
- Translatio iudicii. Eine Studie zum römischen Zivilprozeß. Leuschner Lubensky, Graz 1905.
- Rechtsvergleichende Studien zur Gesetzgebung Hammurapis, Königs von Babylon. Veit, Leipzig 1917.
- Quellenkritische Untersuchungen zu den "altassyrischen Gesetzen". Hinrichs, Leipzig 1921.
- Neue keilschriftliche Rechtsurkunden aus der El-Amarna-Zeit. Hirzel, Leipzig 1928.
- Über einige griechische Rechtsurkunden aus den östlichen Randgebieten des Hellenismus. Hirzel, Leipzig 1934.
- Die Krise des römischen Rechts und die romanistische Rechtswissenschaft. Beck, München 1938.
- Europa und das römische Recht. München/Berlin 1947.
- Babylonisch-assyrisches Bürgschaftsrecht. Ein Beitrag zur Lehre von Schuld und Haftung. [Festschrift der K. K. Karl-Franzens-Universität in Graz für das Studienjahr 1908/1909 aus Anlass der Wiederkehr des Jahrestages ihrer Vervollständigung]. Leipzig 1911.